# Große Erwartungen (Roman)

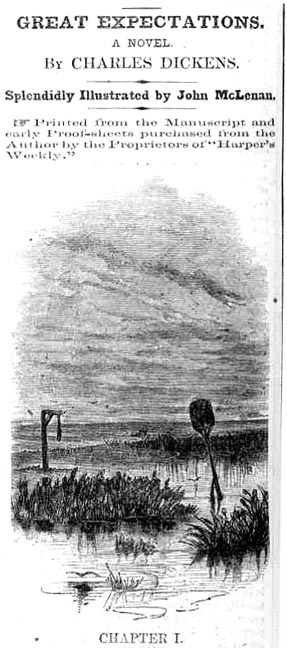
Abdruck in Harper's Weekly, Illustration von John McLenan

Große Erwartungen (Originaltitel: Great Expectations) ist der dreizehnte Roman von Charles Dickens und wurde erstmals zwischen 1860 und 1861 in einzelnen Abschnitten als Fortsetzungsroman in den Wochenzeitschriften All the Year Round und Harper’s Weekly veröffentlicht. Zum zweiten Mal nach David Copperfield verwendet Dickens hier die Ich-Perspektive, um die wechselvolle Lebensgeschichte des Waisenjungen Pip zu erzählen. Dieser vorletzte Roman Dickens’ wird heute zu den Klassikern der britischen Literaturgeschichte gerechnet.

## Handlung
Der siebenjährige Waisenjunge Philip Pirrip, genannt Pip, lebt um 1812 bei seiner kaltherzigen älteren Schwester und ihrem freundlichen, aber unterdrückten Ehemann Joe Gargery. Gargery arbeitet als Schmied, die Familie hat nur wenig Geld. Eines Abends besucht Pip auf dem Dorffriedhof das Grab seiner Familie, als er einem entflohenen Gefangenen namens Magwitch begegnet, der ihn zwingt, ihn von seinen Ketten zu befreien. Magwitch wird wenig später allerdings wieder von der Polizei aufgegriffen, als er mit einem anderen – ebenso entflohenen – Sträfling Streit beginnt. Abwechslung in seinem bis dahin eher trostlosen Leben bietet die Bekanntschaft mit der wohlhabenden alten Jungfer Miss Havisham, die noch immer ihr altes Hochzeitskleid trägt, mit dem sie einst sitzengelassen wurde. Sie hat der Männerwelt Rache geschworen und ihre Adoptivtochter Estella zu einem lieblosen Wesen erzogen, das an ihrer Stelle Vergeltung am männlichen Geschlecht üben soll. Sie sucht nach einem Jungen, der mit Estella spielen soll. Sie bekommt von Uncle Pumblechook, dem Onkel des Schmiedes Joe, Pip empfohlen. In der folgenden Zeit besucht er regelmäßig Estella und Miss Havisham. Schließlich, nach mehreren Jahren, soll Pip wie sein Schwager Joe auch Schmied werden. Unterdessen geschieht ein Übergriff auf Pips Schwester, der sie in geistig verwirrtem Zustand zurücklässt.
Überraschend wird Pip vom Anwalt Mr. Jaggers aufgesucht, der ihm mitteilt, er habe eine große Summe Geld von einem unbekannten Wohltäter erhalten und solle eine vornehme Erziehung zum Gentleman genießen. Er solle sofort nach London kommen. Pip hält Miss Havisham für seine heimliche Wohltäterin, da sie ihm immer gut gesinnt war. So verabschiedet er sich von Miss Havisham und ihrer Tochter Estella, die er insgeheim anbetet. In London trifft er auf Miss Havishams Cousin Matthew Pocket, der ihn erziehen soll, und Herbert Pocket, dessen Sohn, der ihm ein Freund wird. In London verschwendet er sein Geld, bricht mit den schlichten Verwandten und führt das Leben eines Snobs. Schließlich kehrt Pips Gönner – Magwitch, jener Zuchthäusler, dem er einst half – illegal aus der Deportation nach Australien zurück, wo er reich geworden war. Das Geheimnis um den unbekannten Wohltäter Magwitch, der von dem Betrüger und Heiratsschwindler Compeyson zu Verbrechen angestiftet wurde, wird gelüftet. Mehrere Delikte aus der Vorgeschichte werden beleuchtet und einige komplizierte Beziehungen zwischen Haupt- und Nebenfiguren werden geklärt. Beispielsweise erfährt Pip, dass Estella, die mittlerweile einen brutalen Nichtsnutz geheiratet hat, Magwitchs Tochter ist. Pip versucht Magwitch bei der Flucht außer Landes zu helfen, was aber misslingt. Magwitch, der zum Tode verurteilt wird, stirbt in Gegenwart Pips an den Folgen seines Fluchtversuchs. Sein Vermögen wird eingezogen, und damit enden die großen Erwartungen Pips, der sein Geld fortan im Ausland verdient. Als er nach Jahren wieder in Joe Gargerys Schmiede zurückkehrt und sich mit Joe versöhnt, finden Pip und die verwitwete, mittlerweile geläuterte Estella schließlich zusammen.

## Entstehungsgeschichtlicher Hintergrund

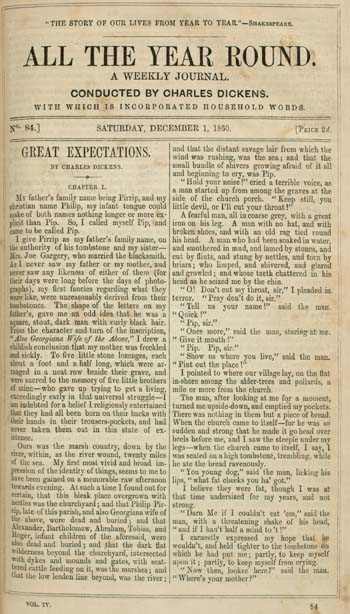
Erstabdruck von Great Expectations im Dezember 1860 in All the Year Round

Im Herbst 1860 waren die Verkaufszahlen der seit 1859 bis zu seinem Tode von Dickens herausgegebenen Wochenzeitschrift All the Year Round stark rückläufig, da The Day’s Ride von Charles Lever bei der Leserschaft wenig Anklang fand. Um die Auflage zu retten, sprang Dickens mit Great Expectations ein, das ursprünglich ein kürzeres Werk (little piece) werden sollte. Als die Idee sich weiter entwickelte, wurde Great Expectations zunächst als Fortsetzungsroman in zwanzig monatlichen Folgen geplant. Aufgrund des nachlassenden Absatzes von All the Year Round entschied sich Dickens jedoch dafür, den Roman für diese Zeitschrift in wesentlich kürzeren, wöchentlich erscheinenden Kapiteln zu schreiben.
Gleichzeitig verkaufte Dickens die Publikationsrechte für Great Expectations an die New Yorker Wochenzeitschrift Harper’s Weekly, die den Roman als Fortsetzung vom November 1860 bis zum August 1861 mit Illustrationen von John McLenan abdruckte.
Dickens schrieb ursprünglich ein düstereres Ende, in dem es zwischen Pip und Estella nur ein Wiedersehen von kurzer Dauer gibt und Estella danach in zweiter Ehe einen anderen Mann heiratet. Erst auf Anraten des befreundeten Schriftstellers Edward Bulwer-Lytton habe Dickens seinem Roman einen glücklichen Ausgang geschenkt, so John Forster in seiner Dickens-Biografie.
Sowohl Forster als auch George Bernard Shaw kritisierten Dickens’ Entscheidung.

## Wirkungsgeschichte
Aus literaturwissenschaftlicher Sicht wird Great Expectations zu den gelungensten Werken von Dickens gezählt. 2015 wählten 82 internationale Literaturkritiker und -wissenschaftler den Roman auf Platz vier der Liste der  bedeutendsten britischen Romane. Größere Bedeutung wurde nur Virginia Woolfs Romanen To the Lighthouse (Die Fahrt zum Leuchtturm, Platz 2) und Mrs Dalloway (Platz 3) und George Eliots Middlemarch (Platz 1) beigemessen.
Trotz seiner Komplexität im Handlungsablauf zeichnet sich der Roman Große Erwartungen durch poetische Geschlossenheit und Konzentration aus; J. H. Miller zufolge bringt er die charakteristische Weltauffassung des Autors eindrucksvoll mit einer „Anschaulichkeit und symbolischen Dichte zum Ausdruck“, die Dickens „nie wieder übertroffen hat“.
Mit großem Verständnis erfasst der Autor in Great Expectations auch die kindliche Psyche; durch die spezifische Gestaltung der Thematik des verlorenen Kindes und die „poetische Beschwörung kindlicher Ängste und Wunschträume“ erhält der Roman auch in dieser Hinsicht einen besonderen Stellenwert in Dickens’ Gesamtwerk.
Stilistisch gesehen steht der Roman mit seinen differenzierten Stimmungs- und Assoziationsebenen an der Schwelle zwischen der Literatur des 19. und 20. Jahrhunderts. Formell fügt sich Great Expectations in ein populäres Genre der Erzählliteratur des 19. Jahrhunderts ein: den Bildungsroman. Diese Art des Romans stellt das Wachsen und die persönliche Entwicklung des Protagonisten (hier: Pip) von der Kindheit zum Erwachsensein in den Mittelpunkt. Dieses Genre wurde populär durch Werke wie Defoes Robinson Crusoe, Charlotte Brontës Jane Eyre sowie Dickens’ David Copperfield. Jeder dieser Romane stellt den Prozess der eigenen Reifung und Selbstfindung in den Mittelpunkt, in dem der Protagonist sich von einem Kind zu einem Erwachsenen entwickelt.
Der Roman war eine wichtige Inspirationsquelle für John Irving.

## Ausgaben
- Great Expectations. Englischer Originaltext auf: Project Gutenberg.
- Große Erwartungen: Roman. In der Übertragung von Moritz Busch. Darmstadt: Wiss. Buchges., 1962
- Edgar Rosenberg: Charles Dickens: Great expectations : authoritative text, backgrounds, contexts, critism. New York: Norton, 1999
- Große Erwartungen : Roman. Hrsg. und aus dem Engl. übers. von Melanie Walz. München: Hanser, 2011
- Mary Hammond: Charles Dickens’s Great Expectations. A Cultural Life, 1860–2012. Farnham: Ashgate 2015

## Filme und TV-Serien
- 1909: The Boy and the Convict, Stummfilm. Regie: David Aylott
- 1917: Great Expectations. Stummfilm. Regie: Robert G. Vignola, mit Jack Pickford
- 1922: Store forventninger (Great Expectations), dänischer Stummfilm, Regie: A. W. Sandberg,  mit Martin Herzberg
- 1934: Des Sträflings Lösegeld (Great Expectations). Regie: Stuart Walker, mit Phillips Holmes, Henry Hull, Jane Wyatt
- 1946: Geheimnisvolle Erbschaft (Great Expectations). Regie: David Lean,  mit John Mills, Valerie Hobson, Alec Guinness;  - Die wohl bekannteste und angesehenste Verfilmung, die vom British Film Institute auf Platz 5 der besten britischen Filme des 20. Jahrhunderts gewählt und mit zwei Oscars ausgezeichnet wurde
- 1955: An Orphan's Tragedy, eine Hong Kong-Filmadaption mit Bruce Lee. Der Film spielt im frühen 20. Jahrhundert in Hong-Kong, die Namen der Charaktere wurden verändert. Der fünfzehnjährige Bruce Lee spielt die Rolle des Frank (= Pip).
- 1968: Les Grandes Espérances, französischer TV-Film. Regie: Marcel Cravenne, mit Madeleine Renaud (Miss Havisham), Charles Vanel (Magvitch), Jean-Claude Dauphin (Pip), Stéphane di Napoli (Pip als Kind), Marika Green (Estelle), Jean-Roger Caussimon (Jaggers)
- 1974: Great Expectations, Fernsehfilm.  Regie: Joseph Hardy, mit Michael York (Pip), Margaret Leighton (Miss Havisham), James Mason (Magvitch)
- 1981: Great Expectations. BBC-TV-Miniserie, Regie: Julian Amyes, mit Gerry Sundquist (Pip)
- 1989: Great Expectations, TV-Miniserie. Mit Anthony Calf (Pip), Anthony Hopkins (Magvitch), Jean Simmons (Miss Havisham)
- 1998: Große Erwartungen. Regie: Alfonso Cuarón, mit Ethan Hawke, Gwyneth Paltrow, Robert De Niro.  - Eine in das moderne Amerika versetzte Erzählung von Dickens’ Roman
- 1999: Great Expectations, TV-Miniserie. Regie: Julian Jarrold, mit Ioan Gruffudd, Justine Waddell, Charlotte Rampling (Miss Havisham), Bernard Hill (Magvitch)
- 2000: South Park: Große Erwartungen, Staffel 4, Folge 14, mit Matt Stone as Pip
- 2011: Große Erwartungen, TV-Miniserie. Regie: Brian Kirk, mit Douglas Booth, Vanessa Kirby, Gillian Anderson
- 2012:  Great Expectations.  Regie: Mike Newell, mit Jeremy Irvine (Pip), Helena Bonham Carter (Miss Havisham), Ralph Fiennes (Magvitch)
- 2016: Fitoor.  Regie: Abhishek Kapoor, eine indische Adaption, mit Katrina Kaif, Aditya Roy Kapur, Tabu
- 2023: Große Erwartungen. BBC-TV-Miniserie, Regie: Brady Hood und Samira Radsi, mit Fionn Whitehead (Pip), Olivia Colman (Miss Havisham)